# فيس (مصارعة)

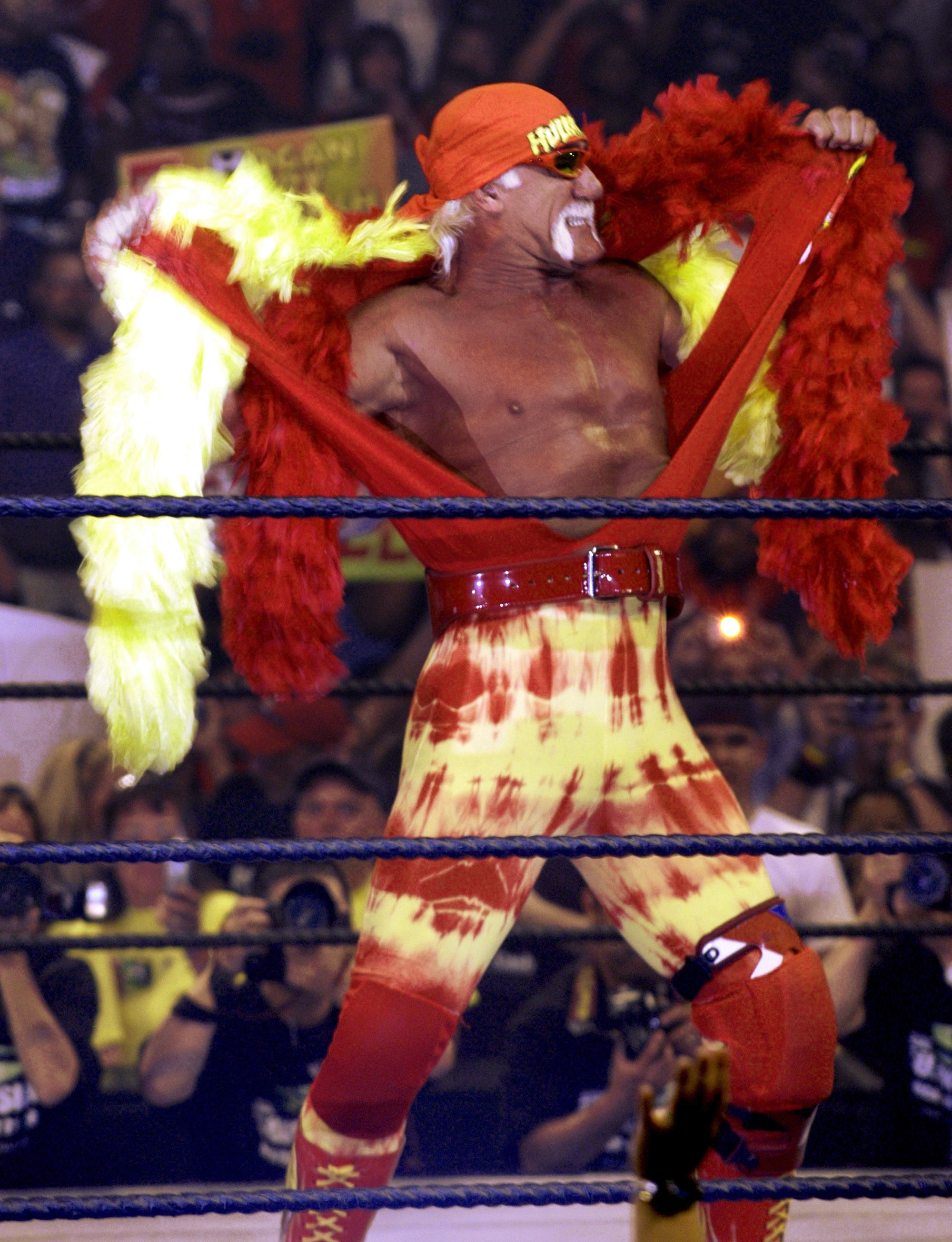
هالك هوغان أحد أشهر الفيس المصارعة خلال طفرة المصارعة المحترفة في الثمانينيات

الفيس (بالإنجليزية: face)‏ (والتي تعني حرفياً الوجه المحبوب أو المصارع المحبوب) في المصارعة المحترفة، هو مصارع بطولي أو «رجل طيب» أو «مفضل لدى المعجبين»، تم حجزه من خلال إتحاد مصارعة ما بهدف تشجيعه من قبل المعجبين،  ويعمل كبطل ضد الهيل وهو الخصم الخسيس أو شخصيات «الشرير». تقليديا، يتصارعون مع القواعد ويتجنبون الغش (على عكس الهيلز الذين يستخدمون حركات غير قانونية ويدعون مصارعين إضافيين للقيام بعملهم) بينما يتصرفون بإيجابية تجاه الحكم والجمهور. يشار إلى هذه الشخصيات أيضًا باسم العيون الزرقاء في المصارعة البريطانية والتيكنكوس técnicos في المصارعة المكسيكية lucha libre . يتم تصوير شخصية الفيسيز على أنهم بطل بالنسبة لمصارعى الهيلز، الذين يشبهون الأشرار. لا يجب أن يكون كل ما يفعله مصارع الفيس بطوليًا: فالشخصيات الفيس يحتاج فقط إلى التصفيق أو الهتاف من قبل الجمهور لتكون شخصيات مؤثرة. عندما تم تداول مجلة Pro Wrestling Illustrated في أواخر سبعينيات القرن المنصرم، تم تعريف المصارعين الفيس على أنهم «مفضلون للجمهور» أو «مصارعين علميين»، بينما تمت تعريف الهيلز على أنه مجرد «كاسروا للقواعد».
الغالبية العظمى من سيناريوهات المصارعة وقصصها التي تتضمن صراعاً بين الفيس في مواجهة الهيل،  على الرغم من أن الإعدادات الأكثر تفصيلاً (مثل التلاعب بالفيس من قبل طرف خارجي وهذا يعد شائع في المباريات القتال) وغالبًا ما تحدث أيضًا. في عالم مصارعة اللوتشا ليبري ، يُعرف معظم المصارعين التيكنيكوس عمومًا باستخدام الحركات التي تتطلب مهارة فنية، وخاصة المناورات الجوية وارتداء الملابس باستخدام الألوان الزاهية ذات الارتباطات الإيجابية (مثل الأبيض الصلب). يتناقض هذا مع معظم الرودوس أي الهيلز المعروفين عمومًا بطبيعتهم المشاغبة، باستخدام حركات جسدية تؤكد على القوة أو الحجم الغاشم بينما غالبًا ما يكون لها ملابس شبيهة بالشياطين أو الشخصيات السيئة الأخرى.

## تاريخ
الفيس التقليدي هي شخصيات كلاسيكية حيث يصور الفيس علي إنه «الرجل الجيد» ونادراً ما يقوم بخرق القواعد، ويتبع تعليمات من هم في السلطة مثل الحكم، وهو مهذب ويتصرف بشكل جيد ومحترم تجاه الجماهير ويساعد كثيراً في التغلب على الإجراءات المخالفة للقواعد التي يتخذها خصومه لتحقيق الفوز بشكل نظيف في النزالات. في حين أن العديد من الفيس الحديثة لا تزال تناسب هذا النموذج، إلا أن الإصدارات الأخرى من شخصية الفيس أصبحت شائعة الآن أيضًا. من الأمثلة الجيدة على ذلك ستون كولد ستيف أوستن وأندرتيكر، الذي على الرغم من لعبهم بطريقة هيل في وقت مبكر من مسيرتهم المهنية، إلا أنهم يمتلكون شعبية جارفة بين الجماهير علي الرغم من الظهور بكونه بطل شرير. في حين أنه من الواضح أنهما لا يناصرا القاعدة التالية، ولا يخضعا للسلطة في العديد من المناسبات، إلا أن أوستن وتيكر كان لا يزال يُنظر إليه على أنهما فيس في العديد من المباريات مثل عداء ستون كولد مع مالك الاتحاد العالمي للمصارعة (WWF ، لاحقًا WWE) مستر مكمان.

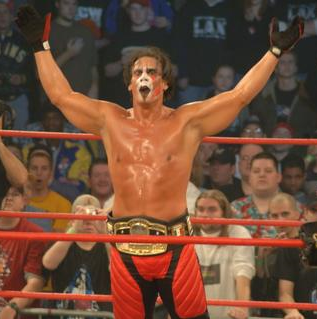
خلال التسعينيات ، استخدمت بعض الفيس ، مثل ستينغ (في الصورة)، تكتيكات أكثر شيوعًا مرتبطة بالهيلز

تغيرت صورة مصارعي الفيس في التسعينيات مع ظهور اتحاد إكستريم تشامبيونشيب ريسلينغ (ECW)، وبداية قصة النظام العالمي الجديد في اتحاد (WCW) بطولة العالم للمصارعة، وعصر الأتيود في اتحاد WWF. خلال هذا الوقت، استخدم المصارعون مثل ستون كولد ستيف أوستن وستينغ وغيرهم التكتيكات المرتبطة تقليديًا بالهيل، لكنهم ظلوا يتمتعون بشعبية لدى الجماهير. كانت المصارعة المحترفة قد خرجت للتو من فضيحة الستيرويد الضخمة وكانت تواجه تقييمات سيئة مقارنة بالثمانينيات، ونتيجة لذلك، تحولت المصارعة المحترفة إلى منتج أكثر نضجًا وأصبحت عروض المصارعة أكثر ميل لكونها عروض ليست مناسبة للصغار لما فيها من عنف وعُري وألفاظ بزيئة. في هذا العصر الجديد من المصارعة المحترفة، كان الوجه القياسي أكثر دنسًا وعنفًا ولا يمكن السيطرة عليه.
على عكس السلالة الجديدة الناشئة من الفيس، تم تقديم كيرت أنجل إلى WWF آنذاك مع حلة بطل أمريكي بناءً على فوزه بالميدالية الذهبية في دورة الألعاب الأولمبية الصيفية لعام 1996 . قدم أنجل نفسه على أنه نموذج يحتذى به وشدد على الحاجة إلى العمل الجاد لتحقيق أحلام المرء.  الرغم من أن هذه الشخصية تبدو مناسبة لمصارع الوجه، إلا أن شخصية أنجل كانت متعجرفة وتذكر الناس باستمرار بمجده الأولمبي، ويتصرف كما لو كان يعتقد أنه أفضل من المعجبين. كانت شخصية أنجل بمثابة مرجع فوقي لكيفية تغير المصارعة. على الرغم من أن شخصيته كانت تهدف إلى أن يكون هيل أكثر من كونه فيس وتصرف وفقًا لذلك، فقد تكهن بعض المعلقين أنه إذا حاول أنجل تجاوز كونه فيس باستخدام هذه نسخة الأكثر بطولية من نفس الشخصية، فإنه سيفشل. على غير العادة، لم يستخدم أنجل أيًا من هذه السلوكيات البطولية عند لعب شخصية الفيس، وبدلاً من ذلك كان يتصرف إلى حد ما كالبطل علي غير المألوف مع بعض العناصر من نموذج الشخصية «الخاسر المحبوب». 
في معظم الأوقات، يتم استخدام الفيس ذوي الشعبية المنخفضة، أو الأقل شهرة، كجوبر. عادة ما يخسر هؤلاء المصارعون المباريات ضد المصارعين المعروفين، وغالبًا ما يخسر الهيل ضد في المصارعين الفيس ذي المكانة العَليا.

## ردود فعل المعجبين
يكره المشجعون أحيانًا مصارعي الفيس على الرغم من طريقة ترقيتهم. تتضمن بعض أسباب ذلك السلوكيات الغريبة المتكررة داخل الحلبة، أو مجموعة الحركات المحدودة، أو فترة حمل لقب طويلة، أو عدم بيع تحركات خصومهم، أو عدم وجود شخصية غير مثيرة للاهتمام. يؤدي هذا غالبًا إلى تلقي المصارعين الذين من المفترض أن يتم تشجيعهم لرد فعل سلبي أو عدم رد فعل من المعجبين. عندما يحدث هذا، يمكن أن يؤدي إلى تغيير في شخصية المصارع المعني. على سبيل المثال، قوبل تشغيل باتيستا كفيس عند عودته إلى دبليو دبليو إي في عام 2014 بردود فعل سلبية ساحقة من الجماهير. بسبب رد الفعل غير المتوقع هذا، قلب باتيستا لهيل في غضون أشهر قليلة من عودته.
يمكن أن يؤثر رد فعل المشجعين أيضًا على حجز المصارع ومكانته على كارد العرض. الفيس التي تحصل على دعم أكثر مما كان متوقعًا تقترب أحيانًا من مشهد الحدث الرئيسي، في حين أن أولئك الذين يحصلون على رد فعل أقل مما كان متوقعًا قد ينتقلون إلى أسفل على كارد العرض. بينما كان باتيستا يتلقى ردود فعل سيئة في عام 2014، كان هناك فيس آخر هو دانيال برايان، وكان يحظى بدعم إيجابي بشكل لا يصدق في أواخر عام 2013، تعرض برايان للخداع باستمرار من قبل إدارة WWE من قبل شخصيات ذات سلطة على الشاشة، وهذا الأمر الذي أثار استياء الجماهير، ولم يكن يبدو أنه قد تم خداعه لاستعادة مكانه في الحدث الرئيسي في أي وقت قريب. بصوت عال «نعم!» كانت الهتافات التي أصبحت مرادفة لبريان حاضرة في أي عرض كان يشارك فيه، وفي النهاية تم تغيير الحدث الرئيسي لـ ريسلمنيا 2014 من باتيستا ضد راندي أورتن علي بطولة WWE للعالم للوزن الثقيل، إلى مباراة تهديد ثلاثية مع دانيال برايان وهو ما فعله. استمر في الفوز. 

## التصرفات

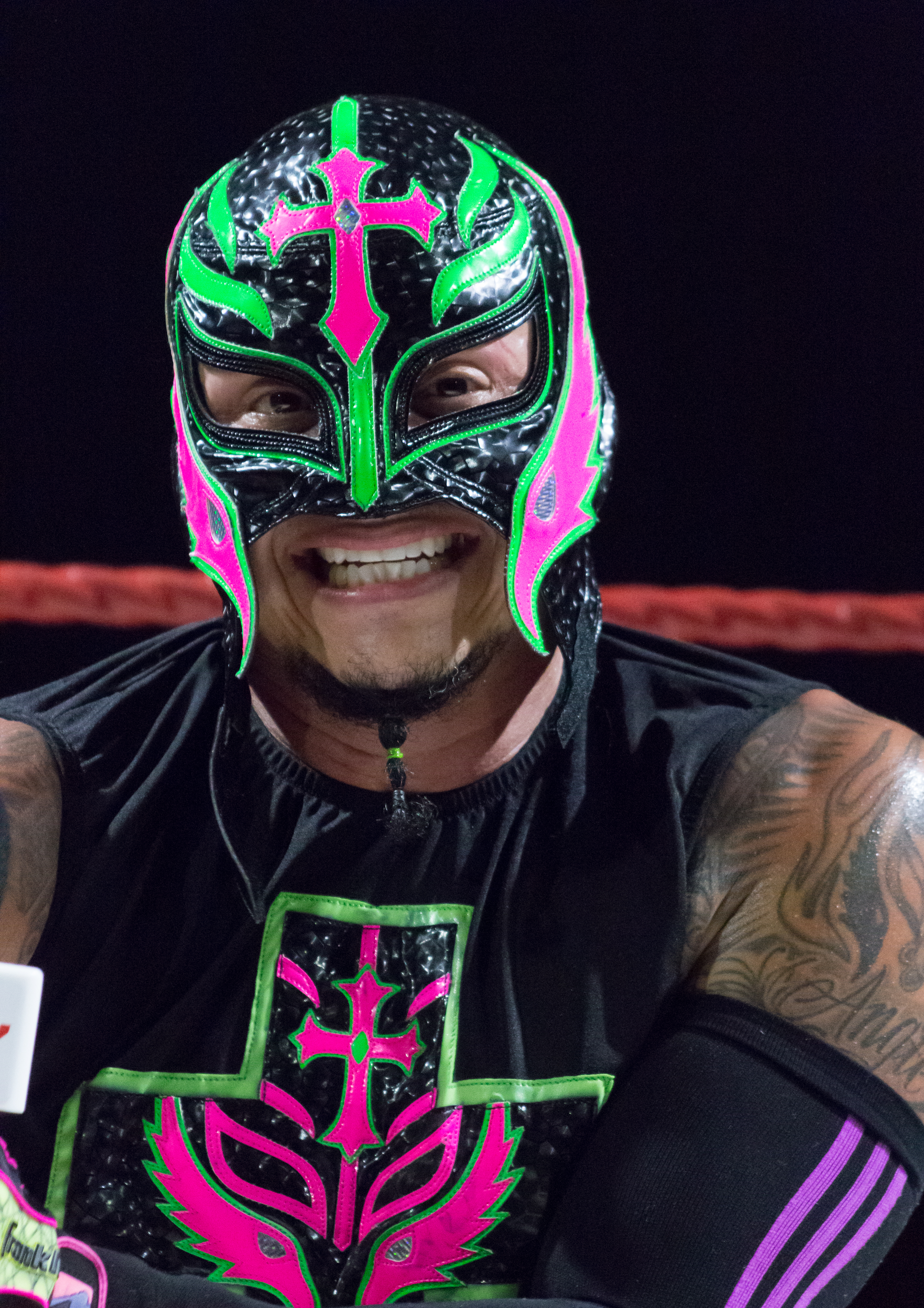
المصارع ري ميستريو هو مثال للفيس النقي الذي لعب أدوارًا بطولية طوال حياته المهنية تقريبًا، مع ملابسه المستوحاة من اللوتشا ليبري والتي تعرض بشكل بارز الصلبان المسيحية

غالبًا ما يعطي بعض مصارعي الفيس حركات هاي فايف أو يوزعون البضائع على المشجعين أثناء دخولهم الحلبة قبل المباراة، مثل القمصان والنظارات الشمسية والقبعات والأقنعة. كان بريت هارت من أوائل النجوم الذين جعلوا هذا الأمر شائعًا، حيث كان يضع نظارته الشمسية المميزة ويعطيها لطفل من بين الجمهور. راي ميستيريو، الذي كان فيس في WWE منذ بدايته، يقوم بإعطاء أي مشجع (غالبًا ما يكون طفلًا) يرتدي نسخة طبق الأصل من قناعه ويلامس رأسه لحسن الحظ قبل المصارعة. تشمل الأمثلة الأخرى جون سينا الذي يقوم بإلقاء قمصانه وقبعاته للحشد قبل الدخول في مباراة وبيغ شو يعطي قبعته لمشجع عندما كان فيس.
بعض الوجوه، مثل بريت هارت وريكي ستيمبوت، روج لصورة على أنه «رجل عائلة» ودعمت شخصيتها من خلال الظهور مع أفراد أسرته قبل وبعد المباريات. اشتهر ستيمبوت بحمل ابنه ريتشارد جونيور البالغ من العمر 8 أشهر إلى الحلبة معه في عرض WrestleMania IV قبل مباراته مع غريج فالنتاين، ثم سلمه لزوجته بوني قبل بدء المباراة، ورافقه إلى الحلبة. من قبل عائلته خلال تنافسه مع ريك فلير في جيم كروكيت بروموشينز على النقيض من شخصيتة الهيل. غالبًا ما تتعلق هذه الإجراءات بالمصارعين الذين يروجون للأعمال الخيرية أو غيرها من الإجراءات خارج الحلبة، مما يؤدي إلى طمس الخطوط الفاصلة بين المصارعة المكتوبة وحياتهم الشخصية.
في الحلبة، من المتوقع أن يلتزم الفيس التقليدية بالقواعد وتفوز بالمباريات بمهاراتها الخاصة بدلاً من الغش أو التدخل الخارجي وما إلى ذلك. نظرًا لأن مصارعي الهيل يواجهون مشكلات صغيرة في استخدام مثل هذه التكتيكات، فإن الفيس يدخل في العديد من المباريات التي تكون بالفعل في وضع غير مؤات للهيل. من خلال وضع الفيس في موقف صعب، يمكن أن يساعد في استخلاص التعاطف والدعم من الجمهور. تميل الفيس التقليدية المشابهة لـ هوغان إلى الاعتماد على دعم الجمهور عندما يحين وقت عودتهم الكبيرة للمباريات.
بالإضافة إلى المصارعين، يصور المعلقون أيضًا ديناميكيات الفيس والهيل. إن مهمة المعلق الوجهي هي انتقاد تكتيكات وسلوك مصارع الهيل وجمع الدعم لمصارع الفيس. يجمع المعلق على الفيس الدعم لمصارع الفيس من خلال ذكر مقدار الضرر الذي يعاني منه، أو عن طريق الإشادة بأخلاق البطل وبسالته في المباريات وفي مساعدة المصارعين الذي يتم التنمر عليهم من قبل الهيلز.